# Fiesta del Libro y la Rosa
La Fiesta del Libro y la Rosa es una feria del libro organizada por la Universidad Nacional Autónoma de México, en el marco de la celebración del Día Internacional del Libro y del Derecho de autor.

## Historia
La primera edición comenzó en el 2009, en el Centro Cultural Universitario, como un proyecto del área de Difusión Cultural UNAM. El evento se realiza durante la semana del 23 de abril, que se coincide con efemérides de personajes de la literatura como Miguel de Cervantes, Inca Garcilaso de la Vega y William Shakespeare, y se plantea como una alusión a la celebración española.

## Actividades
La actividad principal es la venta de libros de diversas editoriales y en la compra de una publicación, se obsequia una rosa, retomando la tradición del festival de Cataluña. 
La programación abarca actividades de diversas disciplinas artísticas que tienen relación con la literatura y el fomento a la lectura. Además, se desarrollan charlas entre personas escritoras, talleres, conferencias con ejes temáticos como narrativas digitales, lenguas originarias, diversidad lingüística, nuevas formas de expresión, etc.
En las últimas ediciones, se han incluido otras sedes como el Museo Universitario del Chopo, Centro Cultural Universitario Tlatelolco, Antiguo Colegio de San Ildefonso, entre otras.